# Agar granada

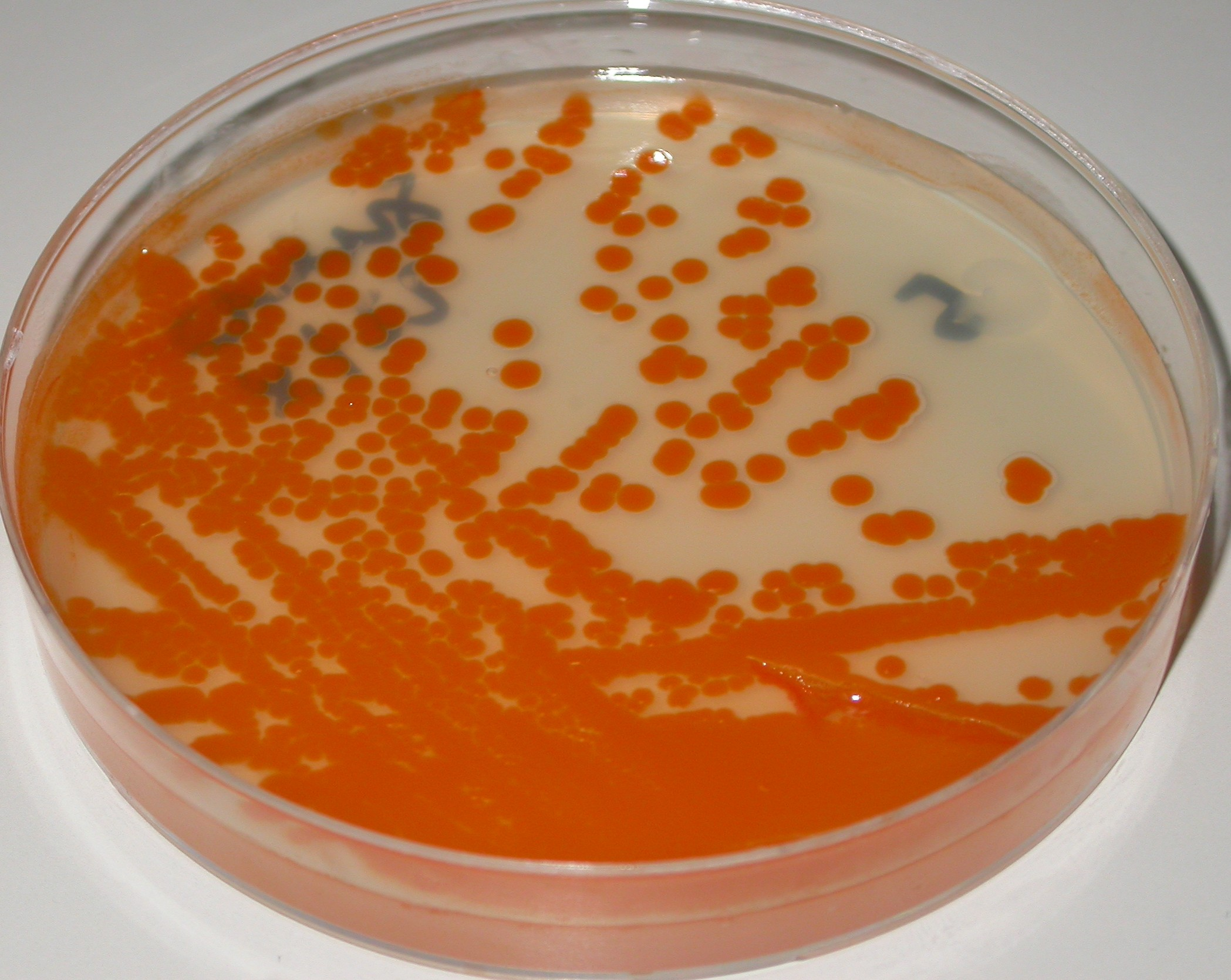
Colonias de Streptococcus agalactiae en agar Granada; incubación anaerobia por 48 horas a 36 °C.

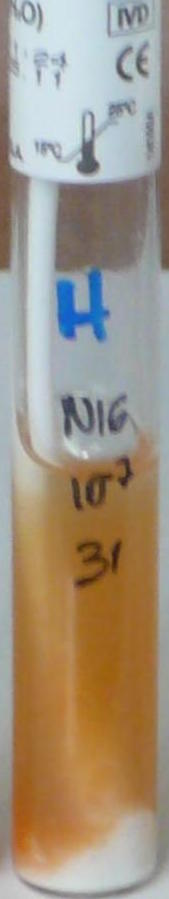
Streptococcus agalactiae en caldo granada

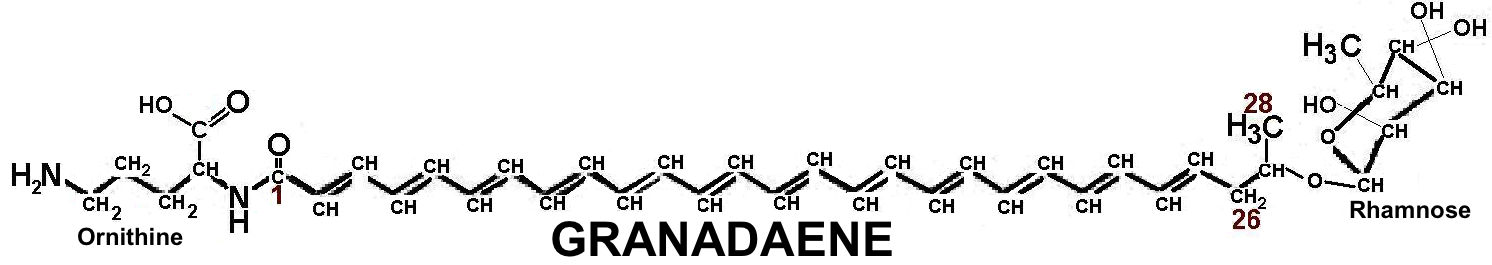
Granadaeno

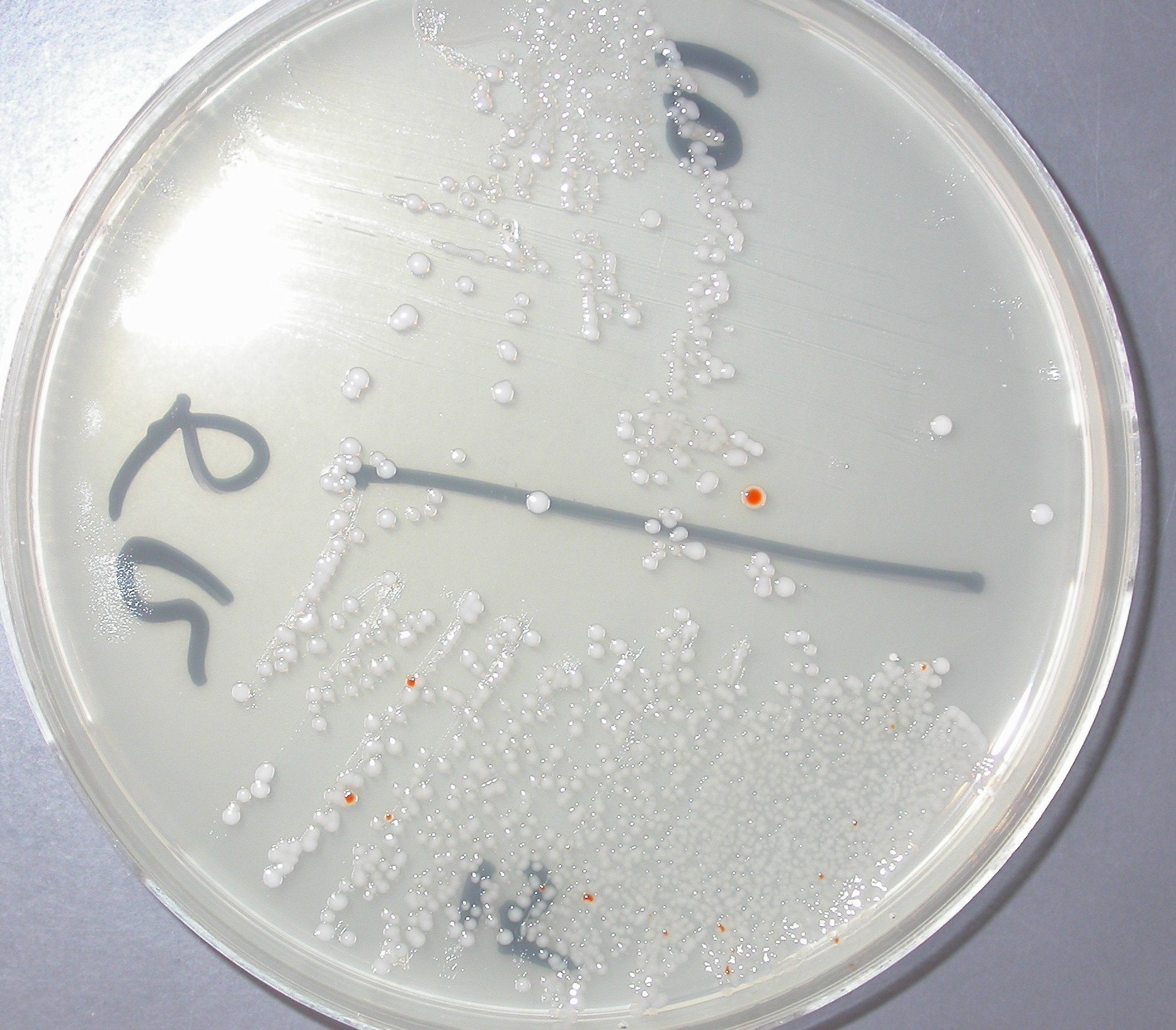
Cultivo vagino-rectal de S. agalactiae en agar granada; incubación anaerobia por 18 horas a 37 °C.

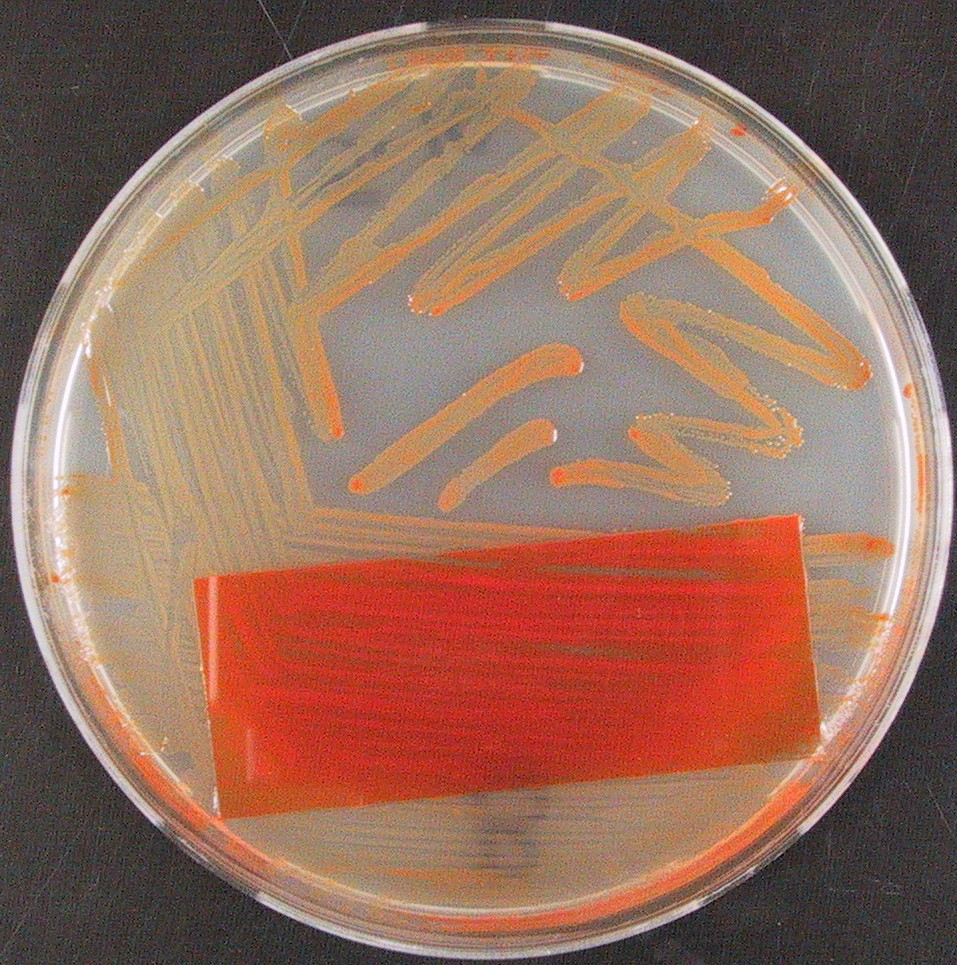
Cultivo de Streptococcus agalactiae en agar Granada, incubación aerobia bajo un cubreobjetos.

El agar granada es un medio de cultivo selectivo y diferencial específico para estreptococos del grupo B (EGB, Streptococcus agalactiae).
El medio granada fue desarrollado por el Dr. Manuel de la Rosa Fraile y sus colaboradores en el Servicio de Microbiología del Hospital Universitario Virgen de las Nieves en Granada para el aislamiento e identificación directa de EGB en muestras clínicas.
Tras 24-48 horas de incubación a 35-37 °C en agar granada las cepas hemolíticas de EGB se desarrollan como colonias naranjas o rojas. La identificación de las colonias de EGB en el medio granada es inmediata y se basa en la detección del granadaeno, que es el pigmento poliénico de color rojo, específico de EGB.
El medio granada es comercializado en la Unión Europea como marca registrada (®) por BioMérieux y BectonDickinson y en US por 
Hardy Diagnostics 

## Composición
| Componente                                                              | Cantidad por litro | Función                                                                                 |
| ----------------------------------------------------------------------- | ------------------ | --------------------------------------------------------------------------------------- |
| Agar-agar                                                               | 10 g               | Gelificante                                                                             |
| Proteosa Peptona N.º 3. BD-BectonDickinson                              | 25 g               | Nutriente/ activación pigmento. No puede ser sustituida por ningún otro tipo de peptona |
| Suero de caballo                                                        | 15 mL              | Nutriente                                                                               |
| Glucosa                                                                 | 2.5 g              | Nutriente                                                                               |
| Almidón                                                                 | 20 g               | Estabilizador del pigmento                                                              |
| MOPS hemisódico, (3-(n-morfolino)ácido propanesulfónico) sal hemisódica | 11 g               | Buffer de Good                                                                          |
| Fosfato disódico anhidro                                                | 8.5 g              | Buffer                                                                                  |
| Metotrexato                                                             | 6 mg               | Activador pigmento                                                                      |
| Cristal violeta                                                         | 0.2 mg             | Inhibe bacterias Gram positivas                                                         |
| Sulfato de colistina                                                    | 5 mg               | Inhibe bacterias Gram negativas                                                         |
| Metronidazol                                                            | 1 mg               | Inhibe anaerobios                                                                       |
| Sulfato Magnesio                                                        | 0.2 g              | ----                                                                                    |
| Ácido pirúvico sal sódica                                               | 1 g                | Fuente de energía adicional, protege frente a las especies reactivas de oxígeno         |

 pH 7.45±0.1

## Fundamento
Se basa en la detección en el medio de cultivo del granadaeno que es un pigmento rojo específico de las cepas hemolíticas de EGB. El granadaeno es un pigmento poliénico con un sistema de doce dobles enlaces conjugados (ornitinramnododecaeno). En EGB la producción de β-hemolisina y del pigmento están codificados por un grupo (clúster) de 12 genes de denominados cyl.

### Componentes del medio granada
En el medio granada la producción del pigmento granadaeno es activada por el metotrexato. Los inhibidores de la vía del folato activan in vitro la formación de pigmento en el EGB por un mecanismo no conocido.
Componente clave del medio Granada es Proteose Peptone 3 (Difco & BD), esta peptona pépsica fue desarrollada por DIFCO (Digestive Ferments Company) durante la Primera Guerra Mundial para preparar toxinas bacterianas para fabricación de vacunas. Fundamental para el desarrollo de colonias rojo-naranjas de EGB es la presencia en la peptona usada para preparar el medio del péptido Ile-Ala-Arg-Arg-His-Pro-Tyr-Phe, que solo se produce en la hidrólisis pépsica de la albúmina de mamíferos. Para la producción óptima del pigmento de EGB es también necesaria la presencia en la peptona usada de otros compuestos, aún no caracterizados, procedentes de los tejidos del tracto digestivos de los animales utilizados en la fabricación de la peptona.
La presencia de almidón en el medio es fundamental para la estabilización del pigmento y observación de colonias rojas de EGB. Sin embargo, si se utiliza almidón soluble ello resulta en una pobre estabilidad del medio pues el almidón es rápidamente hidrolizado por la amilasa contenida en el suero añadido como suplemento. Este problema puede ser solucionado bien omitiendo el suero en la formulación del medio o utilizando en vez de almidón soluble almidón no modificado y por ello más difícil de hidrolizar por la amilasa.

## Uso y características
Detección e identificación de Streptococcus agalactiae. S.agalactiae se desarrolla en agar granada como colonias rojo-naranja después de 18-48 horas de incubación (35-37 °C) preferentemente en anaerobiosis. El medio es selectivo para EGB aunque pueden desarrollarse (como colonias incoloras o blancas) algunas otras bacterias resistentes a los inhibidores usados, como Enterococcus y algunas levaduras. El agar granada puede ser usado para detección de EGB en muestras vaginales y rectales en embarazadas para detectar las portadoras de EGB y seleccionar las candidatas a recibir profilaxis antibiótica intraparto para prevenir la infección neonatal precoz por EGB. Entre un 1 y un 5 % de cepas de EGB son no hemolicas y no producen pigmento, sin embargo estas cepas de EGB (no hemolíticas y no pigmentadas) se consideran menos virulentas. Así mismo se ha postulado que la intensidad de producción de pigmento en el medio Granada puede ser un buen predictor de la virulencia de la cepa de EGB.

## Variantes
El desarrollo de colonias rojo intenso de EGB puede conseguirse en agar granada en aerobiosis colocando un cubreobjetos sobre la superficie inoculada del medio. El agar granada también puede usarse en forma de medio líquido como el medio carrot  en cuyo caso no se requiere incubación en anaerobiosis.

## Granadaeno yStreptococcus agalactiae
La producción de granadaeno está codificada en Streptococcus agalactiae por un grupo de 12 genes denominados cyl que también codifican la producción de hemolisina en EGB (la denominación cyl se refiere a la amplia acción citolítica de la hemolisina del EGB). El grupo de genes cyl desempeñan un importante papel en la virulencia del EGB. Se ha postulado que el granadaeno y la hemolisina de S.agalactiae pueden ser la misma molécula o al menos compuestos muy relacionados. Así mismo se ha comprobado que en determinadas condiciones experimentales la molécula de granadaeno se comporta como una citotoxina muy activa capaz de alterar las membranas celulares y causar daño fetal.